# Laureen Nussbaum

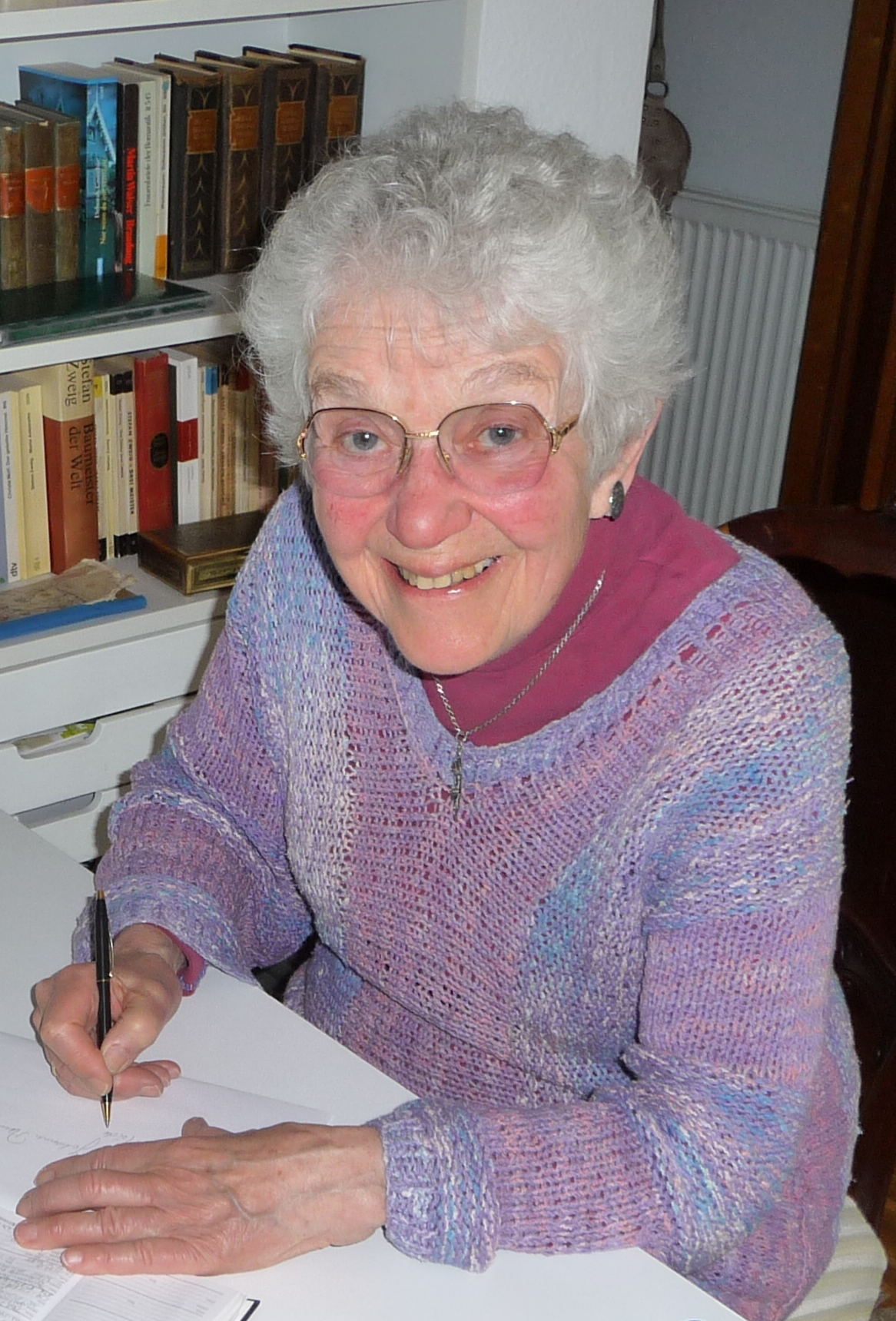
Nussbaum (2014)

Laureen Nussbaum (geboren als Hannelore Klein am 3. August 1927 in Frankfurt am Main) ist eine deutsch-US-amerikanische Literaturwissenschaftlerin und Holocaustüberlebende.

## Leben
Hannelore Klein besuchte in Frankfurt die Volksschule im Holzhausenviertel und wurde aus antisemitischen Gründen zu Beginn des Schuljahrs 1935 in eine neu eingerichtete, jüdische Klasse ausgesondert. Die Eltern emigrierten mit ihren drei Töchtern im Jahr 1936 in die Niederlande, wo diese nun die niederländische Schule besuchten. In Amsterdam wurden sie Nachbarn der ebenfalls aus Frankfurt geflohenen Familie Frank. Hannelore freundete sich mit Margot Frank an, der älteren Schwester von Anne Frank. Für die größeren Mädchen war Anne nur die lebhafte „Kleine“. Nach der deutschen Eroberung der Niederlande im Jahr 1940 wurden auch dort die Juden aus den öffentlichen Schulen ausgesondert, und einige Familien organisierten einen zusätzlichen Privatunterricht. Hannelore und Anne Frank traten 1941 zum Chanukkafest in der Wohnung der Kleins in einem von der Pädagogin Anneliese Schütz eingerichteten Kindertheaterstück auf.
Zu Beginn der Deportation der niederländischen Juden im Jahr 1943 gelang es der Familie Klein, sich der deutschen Judenverfolgung zu entziehen, indem sie ihre jüdische Herkunft mit der Hilfe eines niederländischen Anwalts und des Besatzungssoldaten Hans Georg Calmeyer verschleierte, während die Familie Frank nahezu gänzlich dem Holocaust zum Opfer fiel.
Nach Ende des Krieges heiratete Hannelore Klein 1947 Rudi Nussbaum (1922–2011), dem Kleins Familie eine Zeit lang Unterschlupf gewährt hatte. Ein Trauzeuge war Otto Frank. Sie emigrierten 1954 in die USA, da sich dort bessere Arbeitsmöglichkeiten ergaben, und hatten drei Kinder. Rudi Nussbaum fand eine Stelle als Atomphysiker an der Portland State University.
Laureen Nussbaum studierte neben der Familienarbeit, wurde 1962 in Washington promoviert und forschte zur deutschen Literatur des 20. Jahrhunderts. Sie publizierte über den jüdischen Erfolgsautor der Weimarer Republik Georg Hermann. Später wurde sie Dozentin und Professorin für Fremdsprachen und Literatur an der Portland State University und dort auch Leiterin des Fachbereichs Germanistik.
Schon vor ihrer Pensionierung trat Nussbaum gemeinsam mit ihrem Mann als Zeitzeugin auf und sie gab auch Auskunft zu der Episode, in der sie mit den Töchtern der Familie Frank verkehrte. Sie beteiligte sich an der Debatte über die Edition der überlieferten Versionen des Tagebuchs der Anne Frank und kritisierte die Editionspraktik in der deutschen Neuübersetzung durch Mirjam Pressler.

## Schriften (Auswahl)
- The Image of Woman in the Work of Bertolt Brecht. Hochschulschrift. University of Washington, Seattle 1977. Xerox University Microfilms, Ann Arbor, Mich. [1983], OCLC 65543246.
- Verliebt in Holland: ein wichtiges und wechselndes Verhältnis in Georg Hermanns reiferen Jahren. In: Interbellum und Exil (= Amsterdamer Publikationen zur Sprache und Literatur. Band 90). Hrsg. von Sjaak Onderdelinden. Rodopi, Amsterdam/Atlanta, Ga. 1991, ISBN 90-5183-232-X, S. 181–198. Als Sonderdruck: OCLC 705718039.
- „Und es kam wie es kommen musste“. Das Schicksal Georg Hermanns und seiner Spätwerke im niederländischen Exil. In: Neophilologus. Band 71 (1987), ISSN 0028-2677, in zwei Teilen: Heft-Nr. 2: (I) (1933–1936), S. 252–265, doi:10.1007/BF00209174; sowie Heft-Nr. 3: (II) (Ende 1936–1943), S. 402–412, doi:10.1007/BF00211126. Als Sonderdruck: Wolters-Noordhoff, Groningen 1987, OCLC 970840589.
- Georg Hermann: Unvorhanden und stumm, doch zu Menschen noch reden (= Teil von: Anne-Frank-Shoah-Bibliothek). Hrsg. von Laureen Nussbaum. persona verlag, Mannheim 1991, ISBN 3-924652-17-1 (enth.: Briefe aus dem Exil 1933–1941 an seine Tochter Hilde; Weltabschied, ein Essay).
- „Tod oder Taufe“. Zur Herausgabe der Marranen-Chronik Fritz Heymanns. In: Zeitschrift für Religions- und Geistesgeschichte. Band 44, Nr. 1, 1992, ISSN 1570-0739, S. 76–81, JSTOR:23894039.
- Assimilationsproblematik in Georg Hermanns letztem Exilroman „Der etruskische Spiegel“. In: Deutsch-jüdische Exil- und Emigrationsliteratur im 20. Jahrhundert (= Conditio Judaica. Band 5, ISSN 0941-5866). Hrsg. von Itta Shedletzky und Hans Otto Horch. Niemeyer, Tübingen 1993, ISBN 3-484-65105-9, S. 195–203, doi:10.1515/9783110944624.195.
- Grete Weil: unbequem, zum Denken zwingend. In: Frauen und Exil. Zwischen Anpassung und Selbstbehauptung (= Exilforschung. Ein internationales Jahrbuch. Band 11). Edition Text + Kritik, München 1993, ISBN 3-88377-446-4, S. 156–170.
- 1926: Georg Hermann writes a pamphlet attacking the special issue of Martin Buber’s „Der Jude“ devoted to the topic of anti-Semitism and Jewish national characteristics. In: Sander L. Gilman, Jack Zipes (Hrsg.): Yale companion to Jewish writing and thought in German culture 1096–1996. Yale Univ. Press, New Haven 1997, ISBN 0-300-06824-7, S. 448–454, doi:10.2307/j.ctt1ww3vmm.71.
- Anne Frank, The Writer. In: Viktoria Hertling (Hrsg.): Mit den Augen eines Kindes. Children in the Holocaust, children in exile, children under fascism (= Amsterdamer Publikationen zur Sprache und Literatur. Band 134). Rodopi, Amsterdam 1998, ISBN 90-420-0623-4, S. 111–121 (Vorschau in der Google-Buchsuche).
- Witness Grete Weil. In: Nancy Ann Lauckner, Miriam Jokiniemi (Hrsg.): Shedding light on the darkness. A guide to teaching the Holocaust (= Modern German studies. Vol. 6). Berghahn Books, New York 2000, ISBN 1-57181-208-3, Kap. 11, S. 157–173.
- Anne Frank, zur Symbolfigur erhoben, als Schriftstellerin verunglimpft. In: Helge-Ulrike Hyams, Klaus Klattenhoff, Klaus Ritter, Friedrich Wißmann (Hrsg.): Jüdisches Kinderleben im Spiegel jüdischer Kinderbücher. Eine Ausstellung der Universitätsbibliothek Oldenburg mit dem Kindheitsmuseum Marburg. BIS-Verlag, Oldenburg 2001, ISBN 3-8142-0766-1, S. 305–314.
- Schematische Übersicht über die verschiedenen Versionen von Annes Tagebüchern. In: Inge Hansen-Schaberg (Hrsg.): Als Kind verfolgt. Anne Frank und die anderen. Weidler Buchverlag, Berlin 2004, ISBN 3-89693-244-6, S. 279–282
- Laureen Nussbaum, with Karen Kirtley: Shedding Our Stars: The Story of Hans Calmeyer and How He Saved Thousands of Families Like Mine. She Writes Press, Berkeley, CA 2019, ISBN 978-1-63152-636-7, ISBN 1-63152-636-7.